# Zeger Hoolwerf
Zeger Hoolwerf (Bunschoten, 25 oktober 1775 - aldaar, 20 maart 1847) was van 1830 tot 1847 burgemeester van de Nederlandse gemeente Bunschoten.
Zeger was een zoon van Gijsbert Hoolwerf en Trijntje van de Kolk. Op 17 januari 1795 trouwde hij met Gerritje Wildeman. Hun zoon Wouterus Hoolwerf werd geboren in 1803.
In 1830 volgde veehouder Zeger Jacob Pruijs op als burgemeester van Bunschoten. In 1847 werd Wouterus Beukers benoemd als zijn opvolger.